# محجة (سوريا)
مَحَجَّة بلدة سورية تتبع منطقة إزرع في محافظة درعا على بعد 45 كم شمال درعا و65 كم جنوبي دمشق غربي الأوتوستراد الدولي دمشق–درعا، بينه وبين طريق دمشق–درعا القديم. عدد سكانها حوالي 23 ألف نسمة (2013)
ويسكنها قبيلة المجاريش من هذيل
تتخللها مجموعة من التلال البركانية القليلة الارتفاع كتل «مقداد» وارتفاعه /633/م وتل «الصغير» وارتفاعه/620/م، وبعض التلال الصنعية مثل «تل الكتيبة» ويبلغ ارتفاعه /693/ م وتل «قسوة» ويصل ارتفاعه إلى /601/م».
يحدها من الغرب قرية «الفقيع»، ومن الجنوب قرية «شقرا»، ومن الشرق قرية «المجيدل»، ومن الشمال قرية «تبنة»، تبلغ مساحتها /40/ ألف كم2 ، فيما تصل مساحة مخططها التنظيمي إلى /1050/هكتاراً،
وفيما يخص تسميتها: جاء اسم «محجة» من كلمة الحج أي القصد، واصطلاحاً لوقوعها على طريق القوافل الواصل بين «الشام» و«الحجاز» حيث كانت القوافل تحط الرحال لتستريح ثم تتابع السير.
تضم البلدة القديمة مجموعة من المواقع والمباني التاريخية التي تعود للعهدين البيزنطي والروماني، أهمها "الجامع العمري والحمامات وبعض القصور، والعديد من العائلات العريقة، والأهم من ذلك كله الطريق الممتد تحت الأرض والمعبد بالأحجار البازلتية ليصل إلى مناهل الماء والمعابد في الطرف الثاني، ولا تزال بعض هذه الأبنية بحالة جيدة كالمعابد والكنائس والقصوروالمدافن والآبار والأقنية والبرك والمعاصر، ناهيك عن وجود خط حديدي حجازي ومحطة للقطار لا تزال قائمة حتى الآن.
تقع أراضي البلدة في منطقة الاستقرار الثانية، ويعمل 85% من سكانها بالزراعة، وتشكل مصدر دخل هام بالنسبة لهم، يبلغ إجمالي مساحة الأراضي القابلة للزراعة/ 31908/ دونمات، منها /2096/ دونماً مروياً و/21007/ دونمات بعلا، فيما تبلغ مساحة الأراضي غير القابلة للزراعة /7292/دونماً، وتبلغ مساحة المروج/800/ دونم، وتشتهر البلدة بزراعة الحبوب كالقمح والشعير والحمص، إضافة لزراعة بعض الأشجار المثمرة كالزيتون والعنب، وتبلغ مساحة الأراضي المزروعة بالقمح /8500/ دونم، وبالشعير/2200/دونم، وبالحمص/3835/ دونماً، وبأشجار الزيتون /1500/ دونم يوجد فيها /2400/ شجرة، فيما تبلغ المساحة المزروعة بالكرمة/211/ دونماً، ناهيك عن زراعة العديد من أنواع الخضار المروية كالبطاطا الربيعية والبندورة.
كما يهتم الأهالي بتربية الثروة الحيوانية حيث يوجد /250/ مربي أبقار وأغنام وماعز، ومزرعتان لتربية الدواجن، ويبلغ عدد رؤوس الأغنام /814/ رأساً، وعدد رؤوس الماعز /226/ رأسا، وعدد رؤوس الأبقار/238/ رأسا.